# Ischnura erratica
Ischnura erratica är en trollsländeart som beskrevs av Philip Powell Calvert 1895. Ischnura erratica ingår i släktet Ischnura och familjen dammflicksländor. Inga underarter finns listade i Catalogue of Life.